# Lexmark
Lexmark (Лексмарк Интернейшнл Инкорпорейтед) — американская корпорация, специализирующаяся на разработке и изготовлении устройств для печати и обработки изображений (включая лазерные и струйные принтеры и многофункциональные устройства), на создании решений и предоставлении услуг в этой области организациям и физическим лицам. Штаб-квартира компании располагается в Лексингтоне, штат Кентукки (США).

## История
В марте 1991 года часть производства вычислительного оборудования (точнее подразделение по разработке и производству средств информатизации) у IBM выкупила  инвестиционная фирма Clayton & Dubilier Inc. для создания Lexmark International, Inc.
В 1995 году Lexmark стала публичной компанией.
В конце ноября 2016 года была закрыта сделка по приобретению Lexmark компаниями Apex Technology и PAG Asia Capital за $3,6 млрд.
В конце декабря 2024 года Lexmark объявила, что корпорация Xerox покупает компанию за $1,5 млрд, а закрытие сделки ожидается во второй половине 2025 года.

## Деятельность
Офис корпорации и офис (отдела) НИОКР расположены в штаб-квартире, в Лексингтоне, штат Кентукки (США). Офисы Lexmark есть в Северной и Южной Америке, Азии, Африке и Европе. Число сотрудников компании в мире насчитывает более 13 тысяч человек. Lexmark входит в список Fortune 500 (500 американских компаний, имеющих наибольшую выручку, по версии журнала Fortune), а в 2005 году оборот компании составил $5,22 млрд. Кроме производства техники под собственным именем, Lexmark разрабатывает печатающие устройства для других крупных компаний (таких, как Dell).

### В России
В 2022 году «Марвел-Дистрибуция» приобрела российское подразделение Lexmark, включая штат сотрудников и контракты, а само оборудование продолжит производиться на тех же фабриках, но под брендом «F+ imaging».

## Продукция

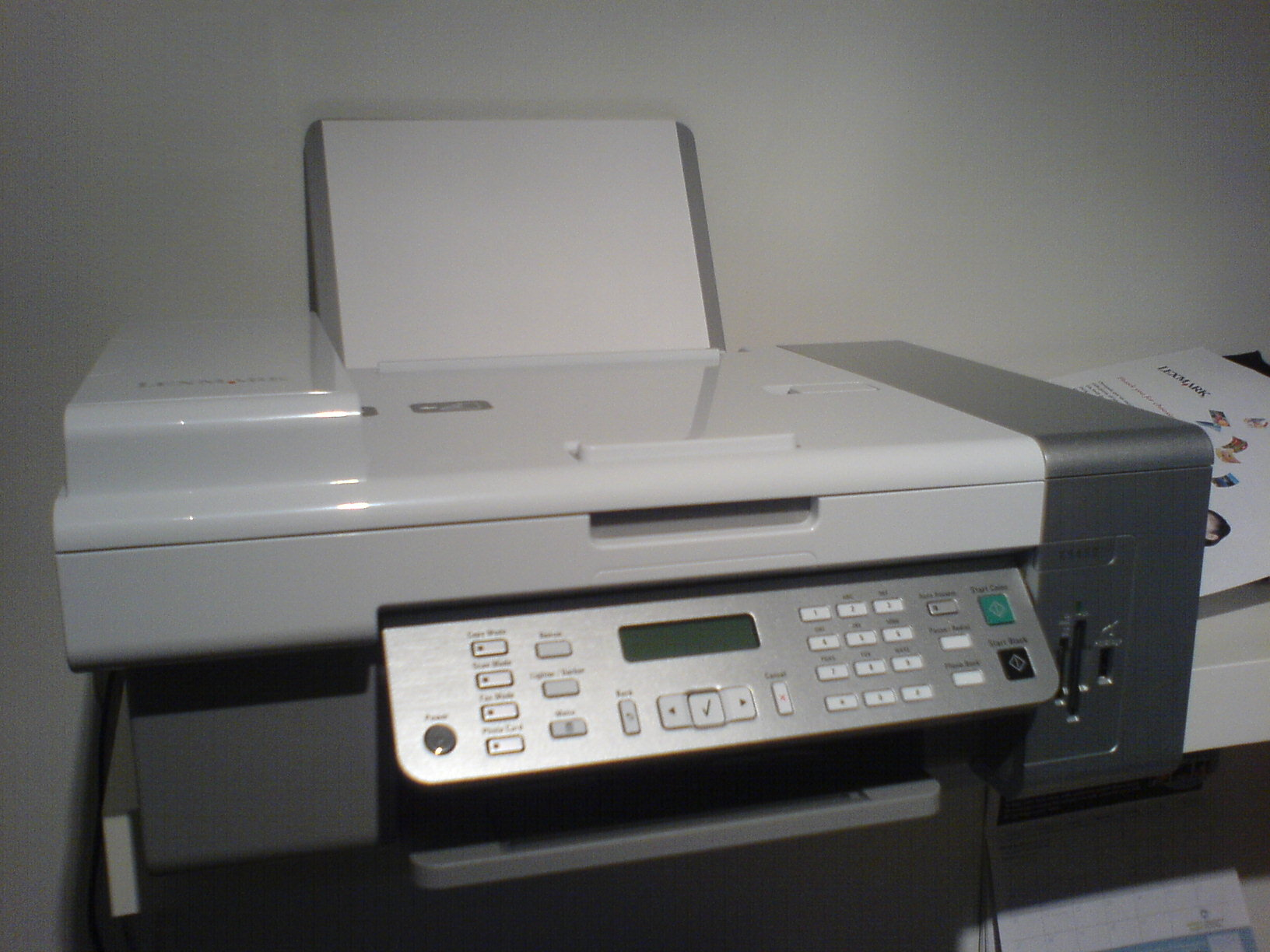
Lexmark X5450

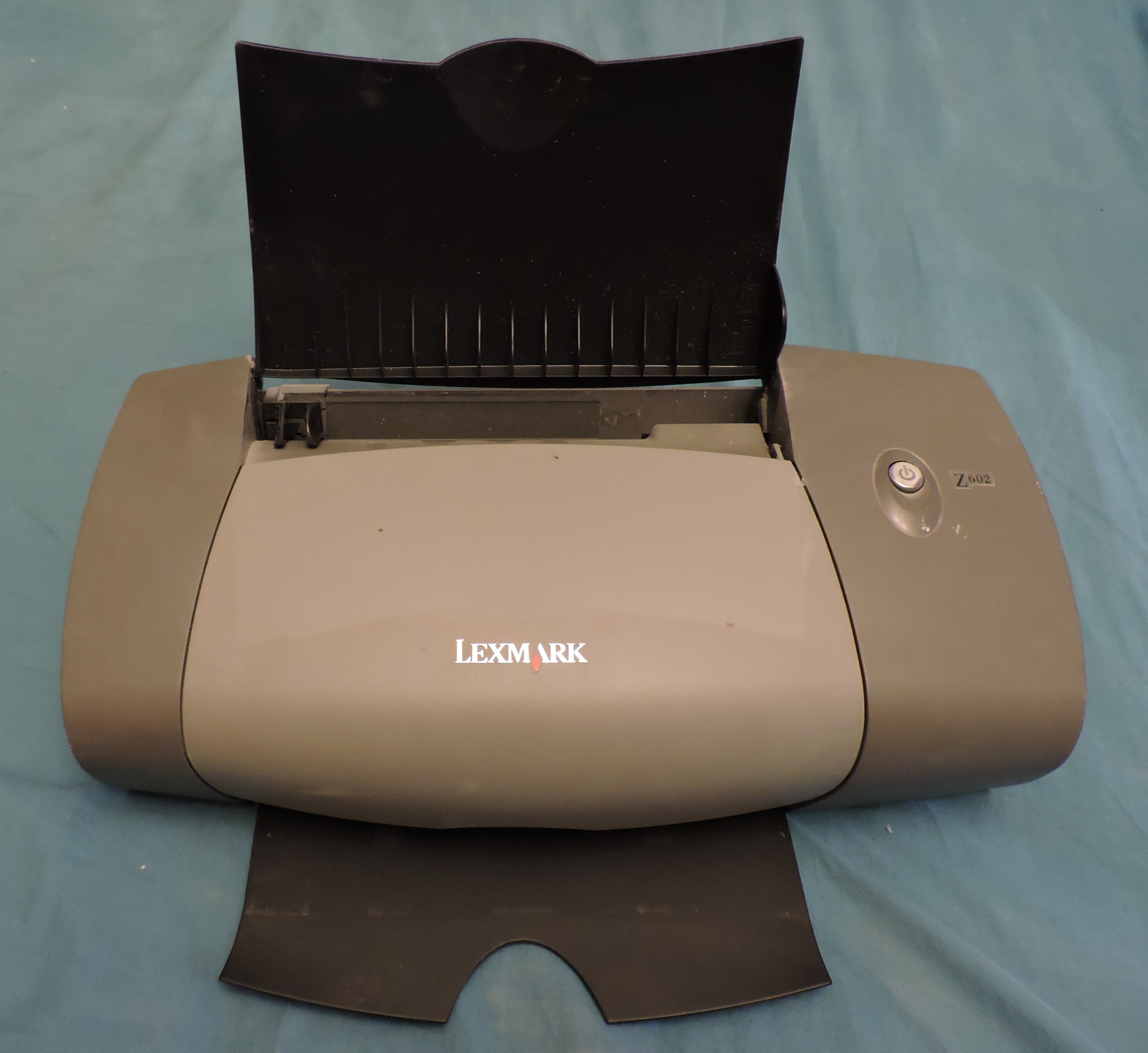
Lexmark Z602 — типичный струйный принтер

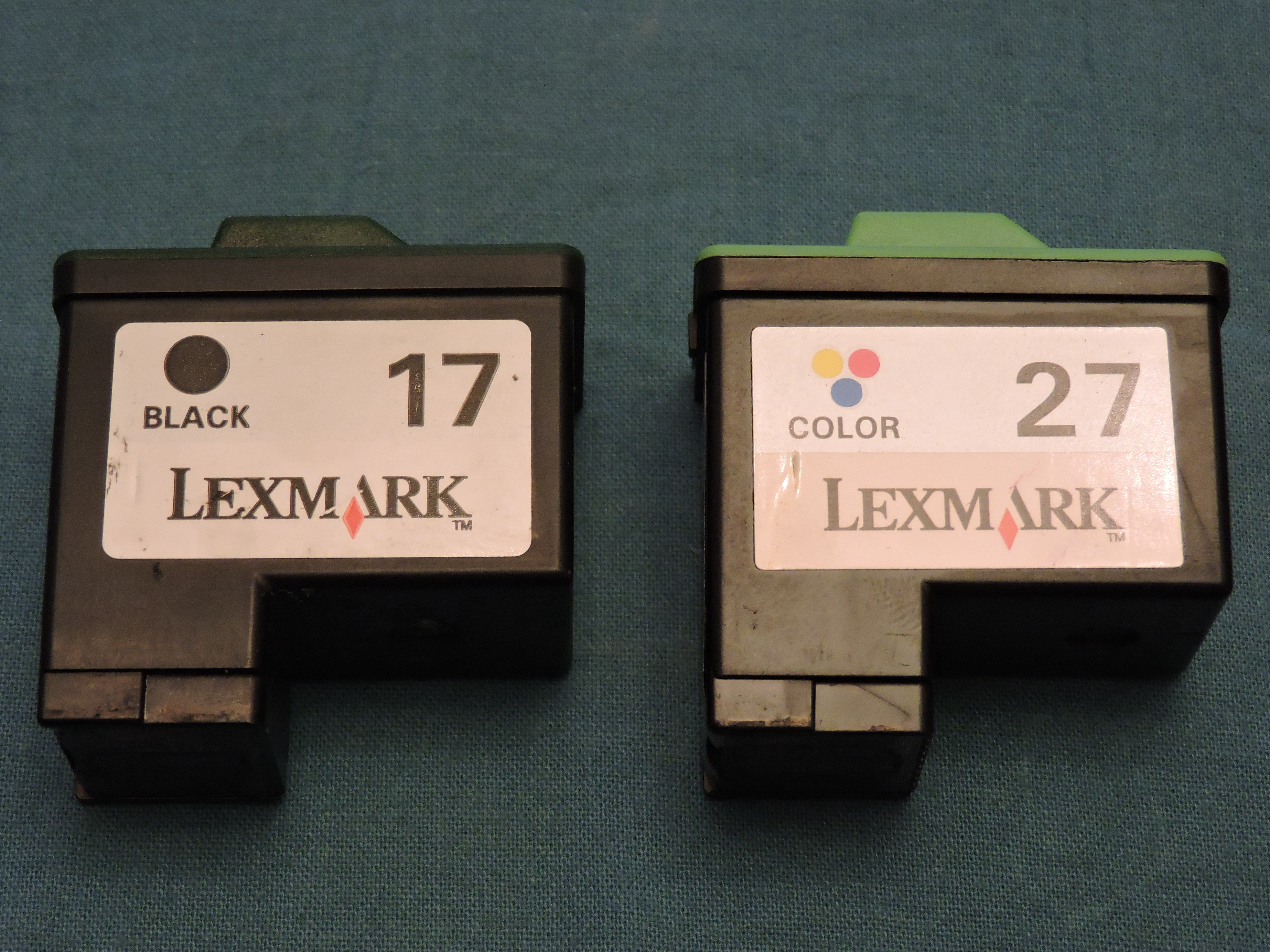
Картриджи Lexmark Z602

Lexmark специализируется на устройствах печати и дополнительных принадлежностях к ним. Текущий ассортимент включает цветные и чёрно-белые лазерные и струйные печатающие устройства, включая МФУ, оснащённые сканерами, устройства всё-в-одном, фотопринтеры и матричные принтеры. Компания Lexmark одной из первых выпустила струйные wi-fi-принтеры. Она также предлагает лазерные принтеры.

## Участие в судебных процессах
В 2005 фирма Lexmark выиграла дело (по иску) Аризонской ассоциации компаний по переработке картриджей (Arizona Cartridge Remanufacturers Association, ACRA) против Lexmark. Такой итог установил законность политики «однократного использования» (англ. «single use only») заявленной на картриджах Lexmark, продававшихся по заниженной цене с условием возврата после использования фирме-производителю. Если бы потребитель не вернул картриджи, то нарушил бы этим соглашение, и ему бы грозило судебное разбирательство.
В том же 2005 году фирма Lexmark проиграла дело против Static Control Components. Фирма Lexmark устанавливала в картриджи смарт-чипы, делающие невозможной перезаправку картриджа или его замену картриджем другого производителя. Фирма Static Control Components производила микросхемы, позволяющие использовать перезаправляемые картриджи сторонних производителей в принтерах Lexmark. Фирма Lexmark сочла действия Static Control Components нарушающими её права и противоречащими закону DMCA.
Верховный суд США отклонил прошение Lexmark о пересмотре решения апелляционного суда, по которому действия Static Control Components признавались законными.
Ранее, в 2003 году фирма Lexmark International добилась судебного запрета на продажу микросхем Smartec, выпускаемых фирмой Static Control Components.